# شهرستان بورانگ
شهرستان بورانگ (به تبتی: སྤུ་ཧྲེང་རྫོང་།، نویسه‌گردانی «ویلی»: spu hreng rdzong، پین‌یین تبتی: Burang Zong)(به چینی: 普兰县، به پین‌یین: Pǔlán Xiàn) یک شهرستان در چین است که در ولایت نگاری واقع شده‌است. شهرستان بورانگ ۱۲٬۴۹۷ کیلومتر مربع مساحت و ۹٬۶۵۷ نفر جمعیت دارد.